# 吾妻駅
吾妻駅（あづまえき）は、長崎県雲仙市吾妻町牛口名にある島原鉄道島原鉄道線の駅である。「雲仙市役所前」の副駅名が設定されている。

## 歴史
- 1912年（大正元年）10月10日：山田村駅（やまだむらえき）として開設。
- 1960年（昭和35年）11月5日：吾妻駅（あづまえき）に改称。
- 1966年（昭和41年）2月1日：業務委託駅化。
- 1970年（昭和45年）6月30日：貨物取扱廃止。
- 1986年（昭和61年）11月：駅舎新築[1]
- 2019年（令和元年）10月1日：「雲仙市役所前」の副駅名を設定[2]

## 駅構造
相対式ホーム2面2線を有する地上駅。二つのホームは互い違いに設置されており、南側ホームが古部方、北側ホームが阿母崎方にずれている。二つのホームは構内中程の構内踏切（遮断機・警報機無し）で結ばれている。
南側ホーム阿母崎方、南側に接して駅舎が、北側ホーム中程には待合所が設置されている。駅舎は一階建てで、内部にはトイレ（水洗式）、待合所、駅事務室がある。駅舎の他、北側の待合所古部方から駅外に出る階段も設置されており、駅の出入口となっている。
有人駅。駅舎内の窓口で乗車券等の販売を行っている。

### のりば
| のりば         | 路線        | 方向 | 行先                 | 備考 |
| -------------- | ----------- | ---- | -------------------- | ---- |
| 南側（駅舎側） | ■島原鉄道線 | 上り | 本諫早・諫早方面     |      |
| 北側（海側）   | ■島原鉄道線 | 下り | 島原船津・島原港方面 |      |

## 利用状況
2018年度の年間乗車人員は35,047人、降車人員は41,660人であった。
近年の年間乗車人員、降車人員の推移は以下の通り。
| 年度               | 年間 乗車人員 | 年間 降車人員 |
| ------------------ | ------------- | ------------- |
| 2000年（平成12年） | 95,720        | 95,472        |
| 2001年（平成13年） | 89,166        | 91,725        |
| 2002年（平成14年） | 91,338        | 91,199        |
| 2003年（平成15年） | 85,700        | 84,467        |
| 2004年（平成16年） | 80,682        | 82,344        |
| 2005年（平成17年） | 72,521        | 73,961        |
| 2006年（平成18年） | 70,881        | 71,707        |
| 2007年（平成19年） | 68,245        | 69,992        |
| 2008年（平成20年） | 68,530        | 69,074        |
| 2009年（平成21年） | 67,596        | 70,313        |
| 2010年（平成22年） | 66,948        | 70,330        |
| 2011年（平成23年） | 61,727        | 64,711        |
| 2012年（平成24年） | 58,238        | 62,015        |
| 2013年（平成25年） | 59,739        | 63,712        |
| 2014年（平成26年） | 58,118        | 62,164        |
| 2015年（平成27年） | 48,544        | 58,449        |
| 2016年（平成28年） | 45,390        | 52,063        |
| 2017年（平成29年） | 40,543        | 47,822        |
| 2018年（平成30年） | 35,047        | 41,660        |

## 駅周辺
当駅は雲仙市の中心駅であり、吾妻の中心部にある。駅の周辺には住宅が多く、駅前には商店もある。
- 雲仙市役所
- 雲仙市立鶴田小学校
- 雲仙市立大塚小学校
- 雲仙市立吾妻中学校
- 有明海
- 国道251号

## その他
- 同じ島原鉄道にある愛野駅と合わせると「愛しの吾が妻」に通じることから、愛野駅から当駅までの切符は縁起ものになっている。島原鉄道では愛野 - 吾妻間の片道切符を同封した「最愛認定証」を当駅および愛野駅にて販売している[4]。

## 隣の駅
島原鉄道
■島原鉄道線
阿母崎駅 - 吾妻駅 - 古部駅